# Voyager 1
Voyager 1 (původně VGR 77-2 a Mariner Jupiter/Saturn A) je vesmírná sonda americké agentury NASA, jejíž mise byla zahájena startem 5. září 1977. První část programu Voyager pro studium vnější sluneční soustavy byla zahájena vypuštěním sondy Voyager 2 o několik dní dříve, 20. srpna 1977. Voyager 1 je v současnosti v provozu 47 let, 7 měsíců a 5 dnů. Vesmírná sonda stále komunikuje se Zemí prostřednictvím radioteleskopů Deep Space Network, odkud přijímá rutinní příkazy a vysílá data k Zemi. Dne 6. listopadu 2024 byla ve vzdálenosti 165,91 astronomické jednotky (24,82 miliardy kilometrů) od Země, a je tak nejvzdálenějším objektem od Země, který vytvořil člověk.
Cíl sondy zahrnovaly průlety kolem planety Jupiter, Saturn a největšího Saturnova měsíce, Titanu. Během průletů měla sonda za úkol studovat počasí, magnetické pole a prstence Jupiteru a Saturnu. Po dokončení průletů kolem Saturnu a ukončení první mise 12. listopadu 1980 se Voyager 1 stal třetím z pěti vesmírných sond, které dosáhly únikové rychlosti, což jim umožnilo opustit Sluneční soustavu. První část mise byla úspěšná, na Zemi bylo doručeno 34 000 snímků. Dne 25. srpna 2012 se Voyager 1 stal první vesmírnou sondou, která překročila heliopauzu a vstoupila do mezihvězdného prostoru. Na konci roku 2017 byl na sondě proveden úspěšný test trysek pro korekci trajektorie sondy Voyager 1, které byly naposledy použity v roce 1980, tím bylo dosaženo lepšího příjmu signálu a prodloužení mise o dva až tři roky. Komunikace sondy Voyager 1 se Zemí by měla pokračovat až do roku 2025, kdy její radioizotopové termoelektrické generátory již nebudou dodávat dostatečné množství elektrické energie pro přenos dat k Zemi a pro provoz jejích vědeckých přístrojů.
Hmotnost sondy při startu byla 815 kg, v září 2018 činila hmotnost 733 kg (rozdíl je tvořen hmotností spotřebovaného hydrazinu jako paliva pro orientační motorky). Pro oba Voyagery jsou zdroji energie tři radioizotopové termoelektrické generátory, které sice již překonaly původně plánovanou životnost, ale dnes se předpokládá, že budou schopny generovat dostatek energie pro komunikaci se Zemí i po roce 2025. Rychlost Voyageru 1 vůči Slunci je 17 km/s.

## Konstrukce

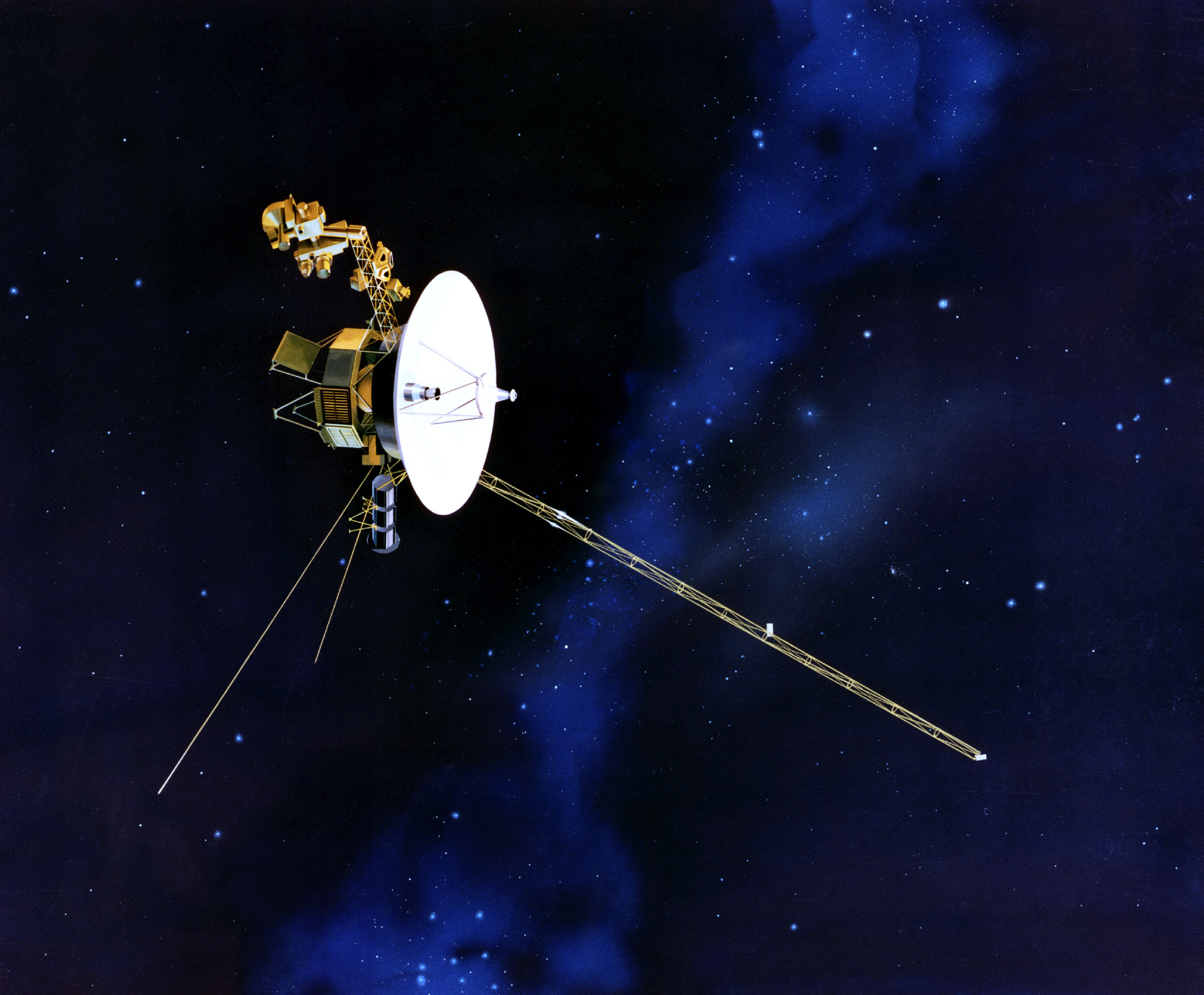
Umělecké ztvárnění sondy Voyager ve vesmíru

Konstrukce sondy vycházela ze zkušeností s konstrukcí předchozích sond v programu Mariner, ale i přesto si vyžádala přes pět let práce. Jedná se o sondu, jejíž tělo je tvořeno desetibokým hranolem o výšce 0,47 m a průměru 1,78 m a která je stabilizována ve třech osách. Na vrcholku tohoto hranolu se nachází parabolická směrová anténa s průměrem 3,66 m, která je určena k přenosu informací s pozemními radioteleskopy. K tělu sondy jsou připevněny tři výklopné tyče, na kterých se nachází vybavení a energetická jednotka sondy. Na první výklopné tyči o délce přibližně 2,5 m je na otočné plošině umístěno vědecké vybavení společně s kamerami a spektrometrem. Na další tyči o délce 13 m orientované na opačné straně jsou připevněna čidla magnetometru. Na poslední tyči jsou umístěny energetické zdroje sondy v podobě 3 radioizotopových termoelektrických generátorů (RTG), který palubní přístroje sondy zásobil 3×160 W elektrické energie. Přísun elektrické energie postupně s roky klesal a v roce 1997 dosahoval již jenom 335 W. Energetický zdroj je tvořen jednotkou o hmotnosti 39 kg, průměru 0,4 m a délce 0,5 m, jenž využívá jako zdroj energie 238PuO2.
Celkový provoz sondy je řízen zdvojeným palubním počítačem CCS (Computer Command Subsystem). Zpracování vědeckých a telemetrických dat a řízení vědeckých experimentů zajišťuje systém zpracování dat FDS (Flight Data Subsystem) vybavený ztrojeným počítačem. Data mohou být zaznamenána na magnetopáskové paměti DSS (Data Storage Subsystem) s kapacitou 536 Mbit. Komunikační systém pracuje v pásmu X (8,4 GHz, rychlost přenosu 8 bit/s až 115,2 kbit/s, výkon 23 W) a S (2,3 GHz, rychlost přenosu min. 40 bit/s). Stabilizační digitální systém AACS (Attitude and Articulation Control Subsystem) využívající detektorů Slunce, sledovačů hvězd a 3 úhloměrných gyroskopů zajišťuje orientaci a stabilizaci sondy v prostoru a natáčení plošiny s optickými přístroji na zkoumané cíle. Celkem 16 trysek na jednosložkové kapalné pohonné látky (hydrazin, celková zásoba 105 kg) o tahu 16×0,9 N slouží jako výkonné prvky pro korekce dráhy (4 motory) a pro orientaci a stabilizaci sondy (8 motorů). Řízení sondy zajišťuje pozemní řídicí středisko Jet Propulsion Laboratory v Pasadeně pomocí radioteleskopů Deep Space Network.

### Vědecké vybavení na palubě
- kamerový systém ISS (Imaging Science System)
- komplex pro rádiová měření RSS (Radio Science System)
- ultrafialový spektrometr UVS (Ultraviolet Spectrometer)
- trojosý cívkový magnetometr MAG (Magnetometer)
- detektor nízkoenergetických iontů LECP (Low-Energy Charged Particles)
- systém detektorů kosmického záření CRS (Cosmic Ray System)
- detektor rádiových vln PRA (Planetary Radio Astronomy)
- fotopolarimetr PPS (Photopolarimeter System)
- přístroj pro studium vln v plazmatu PWS (Plasma Wave System)
- infračervený interferometr a spektrometr IRIS (Infrared Interferometer Spectrometer)
- spektrometr plazmových částic PLS (Plasma Spectrometer)

### Poselství jiným světům

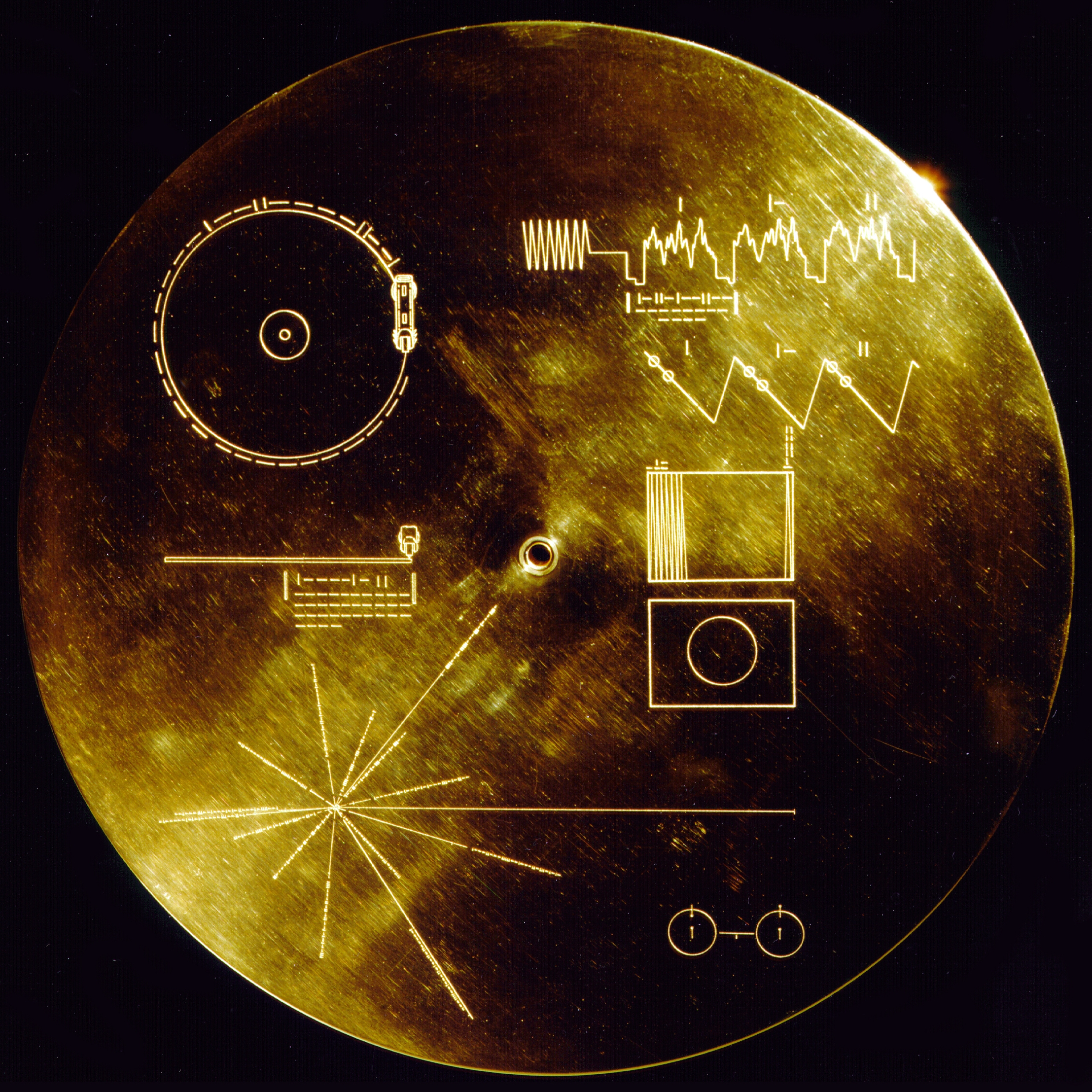
Zlatá deska s poselstvím případným jiným světům

Voyager 1, podobně jako jeho sesterská sonda Voyager 2, na své palubě nese měděnou pozlacenou gramofonovou desku, která obsahuje poselství případným mimozemským civilizacím. Jedná se o disk o průměru 305 mm se záznamem 115 obrázků v analogovém formátu, 55 pozdravů v různých jazycích světa a 35 přírodních i umělých zvuků a 27 záznamů hudby zaznamenaný při rychlosti 16⅔ otáčky za minutu. Disk je uložen uvnitř hliníkového pouzdra, na jehož povrchu je vygravírováno schéma, znázorňující původ sondy a návod k použití disku. Součástí pouzdra je i vzorek radioaktivního 238U (počáteční aktivita 9,6 Bq), umožňující případnému nálezci určení stáří sondy. Zbytek nahrávky je tvořen zvukovým záznamem.
Mezi pozdravy je i pozdrav v češtině. Krátkou větu navrhl a namluvil fyzik Václav Kostroun, profesor na Cornellově univerzitě v Ithace. Česká věta zní: „Milí přátelé, přejeme vám vše nejlepší“.
Jednou z hudebních nahrávek na pozlacené gramofonové desce je píseň „Johnny B. Goode“ z roku 1958, kterou složil a nahrál americký kytarista a zpěvák Chuck Berry.

## Mise

Ilustrační znázornění trasy obou sond

### Primární cíle
Každá sonda měla stanovené hlavní cíle u každé planety, kterou měla navštívit. Mezi tyto úkoly patřilo:
- prozkoumat proudění, dynamiku, strukturu a složení planetární atmosféry navštíveného tělesa
- popsat geomorfologii, geologii a fyzikální charakteristiky měsíců planet
- získat další data pro určení hmotnosti, velikosti a tvaru planety a jejich satelitů, případně prstenců
- určit strukturu magnetického pole, složení a distribuci částic a plazmatu.

### Plánování mise
Voyager 1 byl plánován jako Mariner 11, součást programu Mariner. Od začátku se počítalo s využitím gravitačních manévrů. S jejich pomocí je možné urychlit sondu a dosáhnout cílů za kratší období a tím i navštívit více planet.

### Průběh mise
Voyager 1 byl vypuštěn 5. září 1977 z mysu Canaveral na Floridě raketou Titan IIIE Centaur. Ačkoliv byl vypuštěn až 16 dní po svém dvojčeti Voyageru 2, kvůli odlišné trajektorii byla jeho rychlost větší, tím dosáhl Jupiteru a Saturnu před svým dvojčetem. K první úpravě dráhy došlo 11. září 1977. Při této korekci se projevily drobné technické problémy, jednak s nasměrováním pohyblivé plošiny s televizní anténou a také s tahem řídících trysek. Podařilo se je však vyřešit.
Dne 10. prosince 1978, tedy více než rok po startu, začala sonda ve vzdálenosti 80 milionů km pořizovat první snímky Jupiteru. A 5. března následujícího roku prolétla ve výši 278 000 km nad mraky planety. Pořídila stovky fotografií (měsíc před Voyagerem 2) s rozlišením až 6 km a to včetně Velké rudé skvrny a prstenců kolem největší planety sluneční soustavy. Další fotografie pořizovala u měsíců Io, Ganymedes, Callisto a Europa. Z Io získala ve vzdálenosti 20 000 km fotografie činné sopky, na Callistu krátery. Fotografickou činnost u planety Jupiter ukončila v dubnu 1979.
S využitím gravitačního manévru a malé korekce pokračovala v dráze k planetě Saturn. Tu dostihla 12. listopadu 1980, když již tři měsíce předtím začala s jeho fotografováním. Předané fotografie přinesly mnoho nových poznatků. Prstence Saturnu mají velmi složitou strukturu několika tisícovek částic, jejichž struktura a tvar jsou rozmanité. Pořídila snímky měsíců Mimas, Tethys, Dione, Enceladus, Rhea a Titan. Kolem Titanu prolétla 12. listopadu 1980 ve vzdálenosti 6500 km. U Titanu pořídila řadu údajů o složení atmosféry a teplotě.

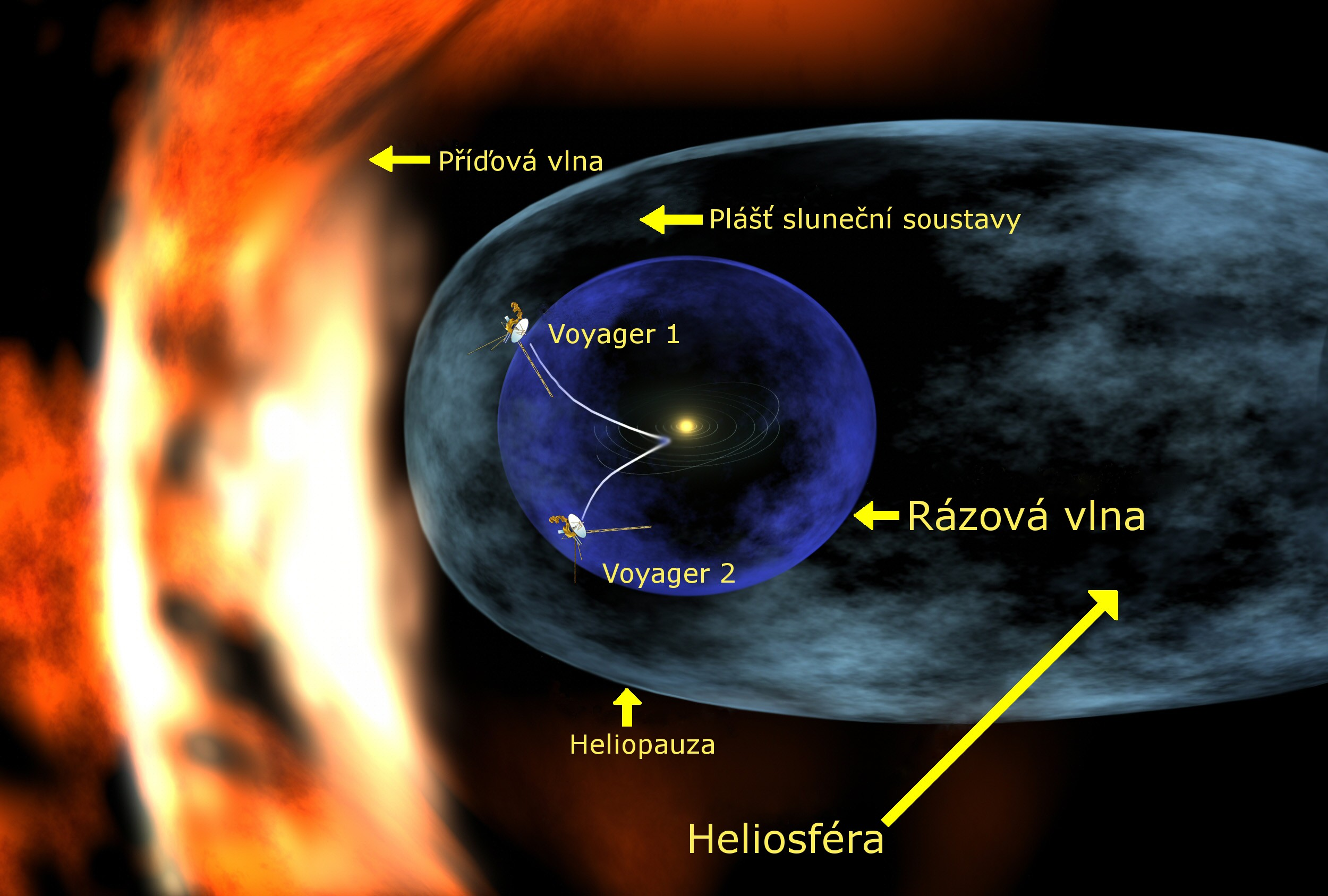
Poloha Voyageru 1 v heliosféře roku 2005

 Sonda zaslala k Zemi 34 000 snímků, z toho 18 000 z oblasti Jupiteru a 16 000 z oblasti Saturnu. Po opuštění oblasti Saturnu pokračoval Voyager 1 v letu nad planetární rovinou z naší sluneční soustavy. Dne 15. srpna 2006 překonal vzdálenost 100 AU (15 miliard kilometrů) od Slunce a pohyboval se v heliosféře, což je oblast za rázovou (terminační) vlnou. Z této vzdálenosti trvalo signálům ze sondy více než 13 hodin, než dorazily k Zemi. Voyager 1 díky gravitačním manévrům je na hyperbolické dráze a pohybuje se únikovou rychlostí, to znamená, že se již nevrátí zpátky do Sluneční soustavy.
V prosinci 2010 NASA oznámila, že se stále fungující sonda dostala na hranici Sluneční soustavy a že v daném prostoru sluneční vítr, který se dosud pohyboval ven, už nemíří ven, ale pohybuje se stranou. Dne 14. června 2012 bylo oznámeno, že detektory Voyageru 1 zaznamenaly nárůst výskytu nabitých částic, což naznačuje, že se sonda dostala ze zóny vlivu Slunce a nyní vniká do mezihvězdného prostoru, v němž je vyšší úroveň záření. Tato oblast je také brána za nejzazší hranici Sluneční soustavy – 17,9 miliardy kilometrů od Země. Dne 25. srpna 2012 NASA oficiálně potvrdila, že sonda Voyager 1 opustila sluneční soustavu a vstoupila do mezihvězdného prostoru.
V listopadu 2023 začala sonda vysílat nesrozumitelná data a někteří vědci z NASA se domnívali, že komunikace se sondou může být již navždy ztracena. Problémem se ukázal nefunkční čip v susbsystému letových dat FDS. V dubnu 2024 se spojení se sondou nicméně podařilo obnovit a následně v červnu 2024 přešla sonda do normálního režimu, tedy ze všech fungujících přístrojů začala vracet vědecká data do sítě Deep Space Network.

### Budoucnost sondy
Cesta Voyageru 1 mimo sluneční soustavu nebyla plánována. Podle současné dráhy a propočtů by se sonda Voyager 1 a hvězda Gliese 445 v souhvězdí Žirafy měly vzájemně míjet ve vzdálenosti 1,6 světelného roku za asi 40 000 let. Do té doby bude hvězda Gliese 445 v části oblohy odlišné od její současné polohy. Vzhledem k přirozené nízké jasnosti hvězdy se zdánlivou magnitudou pouhých 5,72 na takovou vzdálenost bude sotva viditelná pouhým okem hypotetickým lidským bytostem. Sonda se v daleké budoucnosti stane oběžnicí středu Mléčné dráhy (galaktocentrická dráha).